# Parafia św. Tomasza z Villanuevy w Castel Gandolfo
Papieska Parafia św. Tomasza z Villanuevy w Castel Gandolfo (wł. Parrocchia Pontificia San Tommaso da Villanova, Castel Gandolfo) – rzymskokatolicka parafia znajdująca się w diecezji Albano, w dekanacie Albano, w Castel Gandolfo. Opiekę duszpasterską nad parafią sprawują salezjanie.
Kościołem parafialnym jest kolegiata św. Tomasza z Villanuevy w Castel Gandolfo. Do parafii należą dwa kościoły filialne: Madonna del Lago oraz Maria Ausiliatrice.
Na terenie parafii znajduje się Pałac Papieski w Castel Gandolfo, związku z czym parafia ma status parafii papieskiej obok parafii św. Piotra na Watykanie i św. Anny na Watykanie.

## Historia
W 1661 wybudowano kolegiatę św. Tomasza z Villanuevy w Castel Gandolfo. W 1665 prowadzenie duszpasterstwa przy niej papież Aleksander VII powierzył augustianom, którzy sprawowali opiekę duszpasterską także nad parafiami watykańskimi. W 1929 papież Pius XI zastąpił augustianów salezjanami.

## Proboszczowie
- brak danych
- ks. Crispino Guerra SDB (1929 – 1936)
- ks. Giuseppe Gentili SDB (1936 – 1938)
- ks. Dino Sella SDB (1938 – 1964)
- ks. Mario Sirio SDB (1964 – 1970)
- ks. Angelo Cola SDB (1970 – 1973)
- ks. Fiorangelo Pozzi SDB (1973 – 1979)
- ks. Antonio Caroppoli SDB (1979 – 1986)
- ks. Carlo Bressan SDB (1986 – 1992)
- ks. Claudio De Portu SDB (1992 – 1998)
- ks. Giorgio Marchiori SDB (1998 – 2002)
- ks. Waldemar Niedziołka SDB (2002 – 2010)
- ks. Pietro Diletti SDB (2010 – 2017)
- ks. Enzo Policari SDB (2017 – 2021)
- ks. Tadeusz Rozmus SDB (od 2021)[3]